# Kunkovice
Kunkovice jsou obec v okrese Kroměříž ve Zlínském kraji. Žije zde 76 obyvatel. V katastru obce se nachází národní přírodní rezervace Strabišov-Oulehla.

## Historie
První písemná zmínka o obci pochází z roku 1141 (Cuncouicih).

## Obyvatelstvo

### Struktura
Vývoj počtu obyvatel za celou obec i za jeho jednotlivé části uvádí tabulka níže, ve které se zobrazuje i příslušnost jednotlivých částí k obci či následné odtržení.
| Rok            | 1869 | 1880 | 1890 | 1900 | 1910 | 1921 | 1930 | 1950 | 1961 | 1970 | 1980 | 1991 | 2001 | 2011 | 2021 |
| -------------- | ---- | ---- | ---- | ---- | ---- | ---- | ---- | ---- | ---- | ---- | ---- | ---- | ---- | ---- | ---- |
| Počet obyvatel | 370  | 400  | 399  | 378  | 373  | 360  | 343  | 257  | 233  | 199  | 151  | 104  | 74   | 52   | 80   |
| Počet domů     | 60   | 70   | 72   | 77   | 80   | 77   | 79   | 79   | 69   | 64   | 55   | 69   | 69   | 69   | 69   |

## Obecní správa
Mezi lety 1869–1985 Kunkovice byly obcí v okrese Kroměříž. Od 1. ledna 1986 do 30. června 1990 patřily jako část městyse k Litenčicím a od 1. července 1990 jsou opět samostatnou obcí.

### Obecní symboly
Znak a vlajka byly obci uděleny rozhodnutím předsedkyně Poslanecké sněmovny Parlamentu České republiky dne 18. května 2012.

## Pamětihodnosti
- Socha svatého Jana Nepomuckého
- Větrný mlýn holandského typu
- Kříž na hřbitově věnovaný padlým v první světové válce
- Kříž u kaple

## Galerie

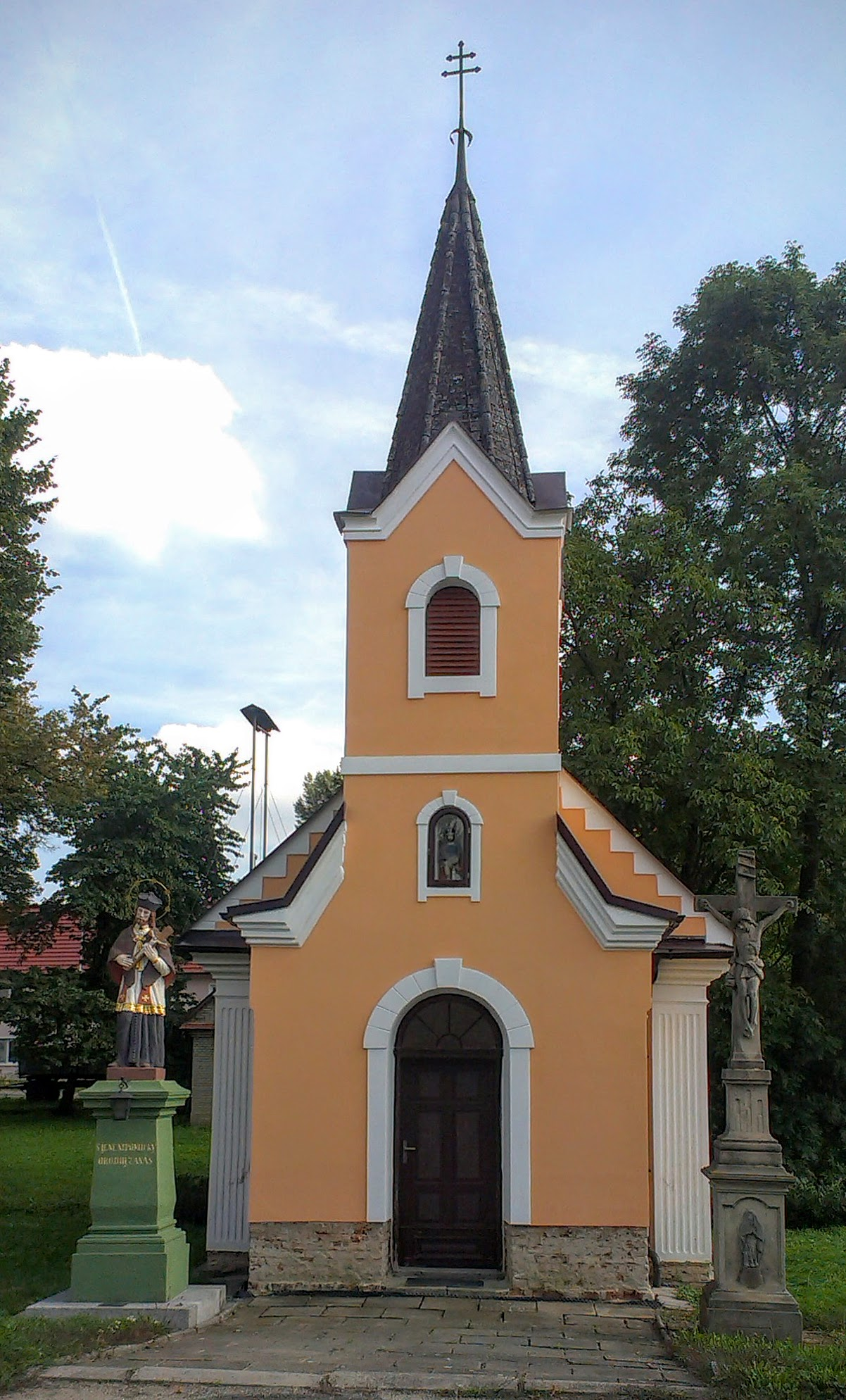
Kaple s křížem a sochou Jana Nepomuckého
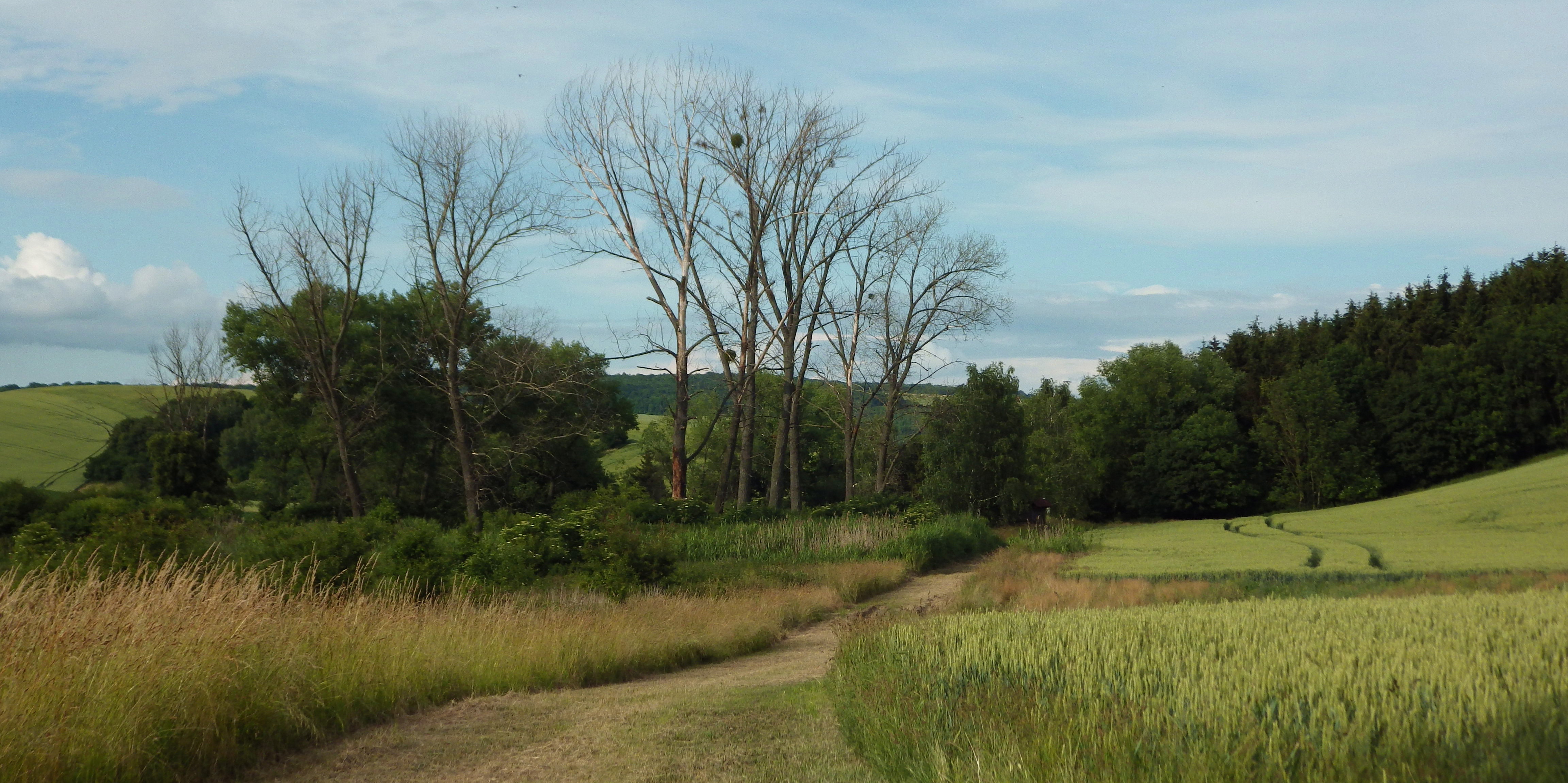
Okolí Kunkovic směrem k Litenčicím
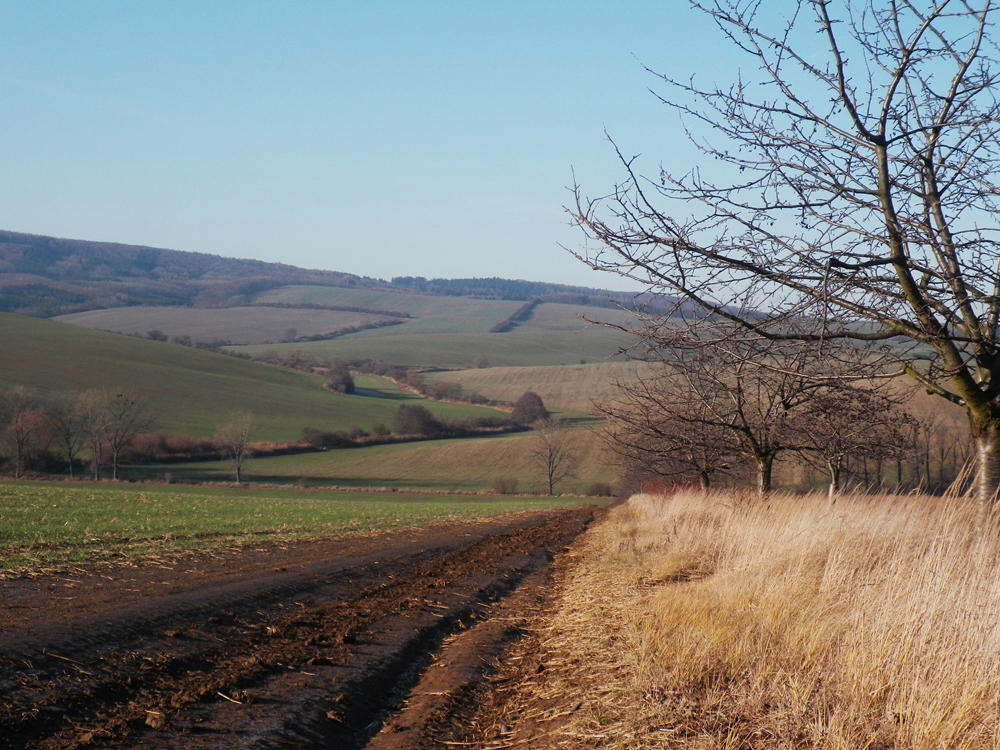
Okolí Kunkovic směrem k Nemochovicím
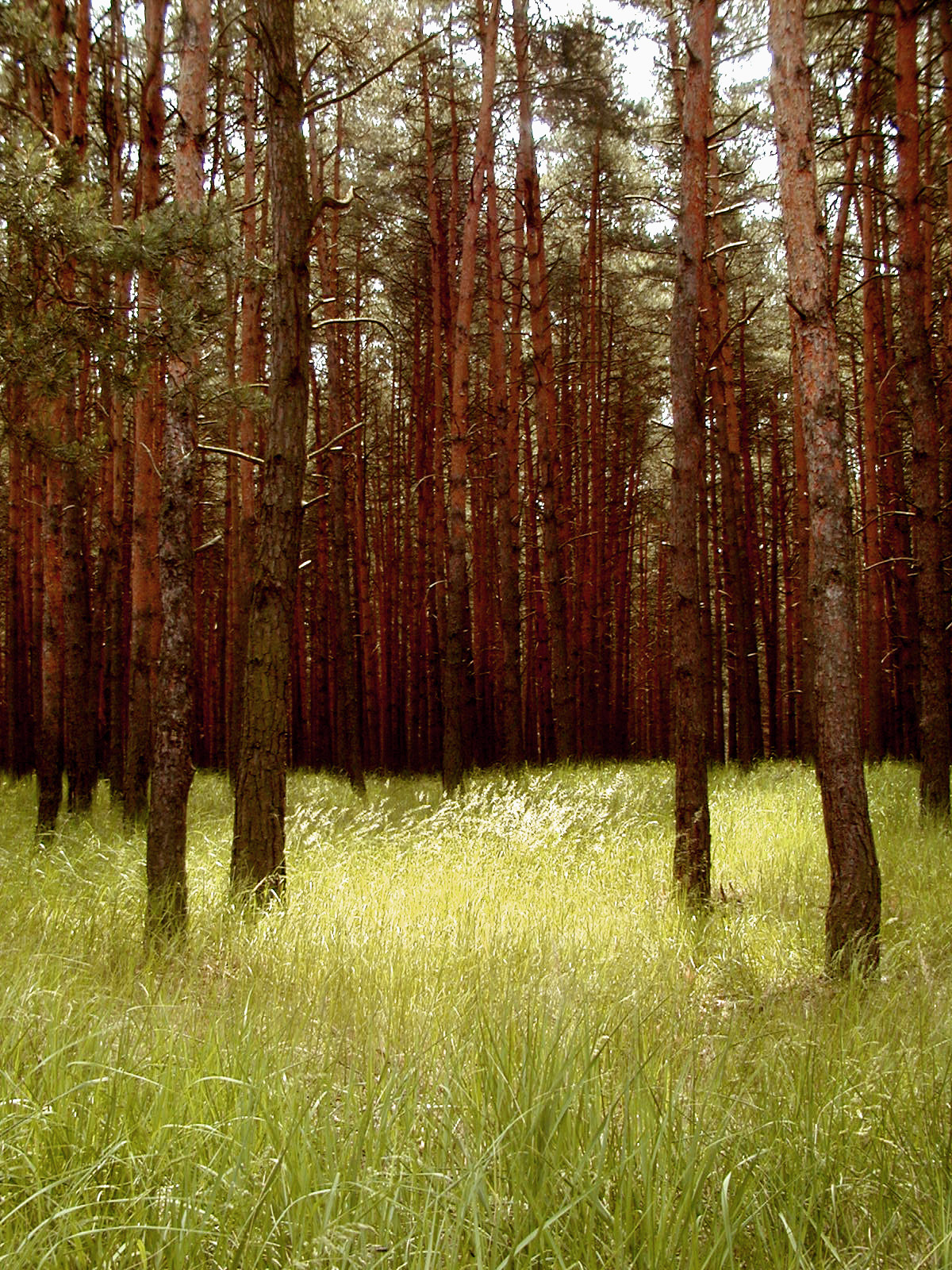
Borový les směrem k Lískám
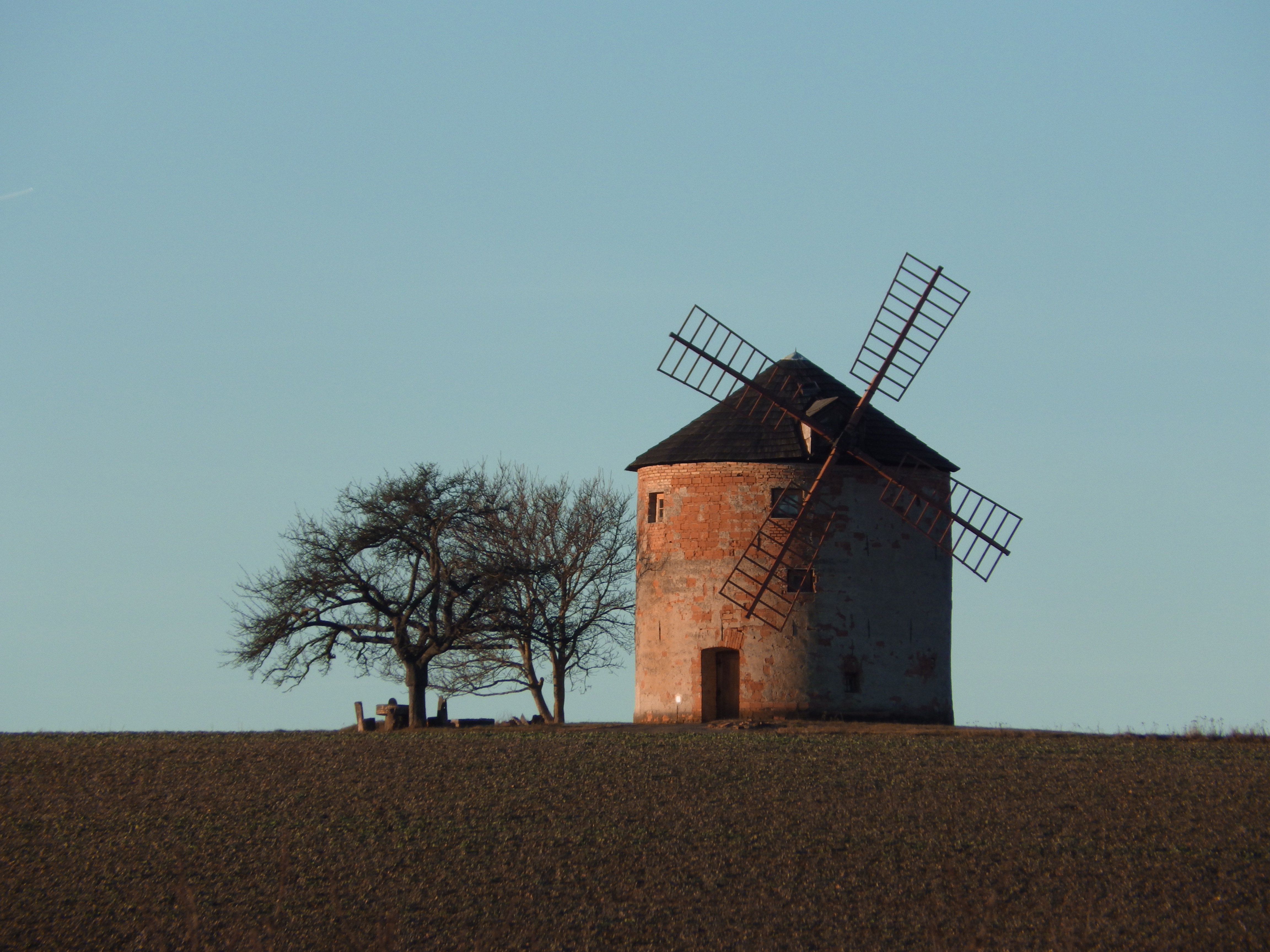
Větrný mlýn nad obcí
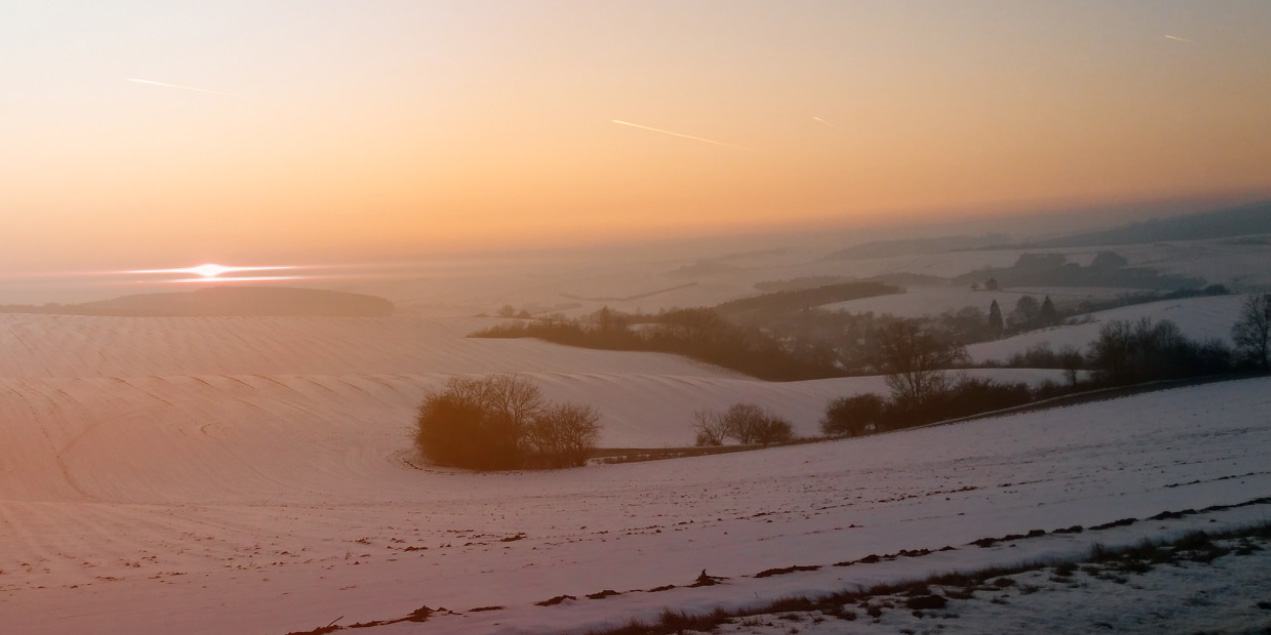
Zimní pohled na Kunkovice